# Svetla Mitkova-Sınırtaş
Svetla Ivanova Mitkova-Sınırtaş, en bulgare : Светла Иванова Миткова-Sınırtaş (née le 17 juin 1964 à Medovo) est une athlète bulgare naturalisée turque à la suite d'un mariage spécialiste du lancer du poids et du lancer du disque.

## Carrière

### Palmarès
| Date                                     | Compétition                              | Lieu                                     | Résultat                                 | Épreuve                                  | Performance                              |
| En tant que représentante de la Bulgarie | En tant que représentante de la Bulgarie | En tant que représentante de la Bulgarie | En tant que représentante de la Bulgarie | En tant que représentante de la Bulgarie | En tant que représentante de la Bulgarie |
| ---------------------------------------- | ---------------------------------------- | ---------------------------------------- | ---------------------------------------- | ---------------------------------------- | ---------------------------------------- |
| 1983                                     | Championnats du monde                    | Helsinki                                 | 10e                                      | Disque                                   | 62,06 m                                  |
| 1986                                     | Championnats d'Europe                    | Stuttgart                                | 11e                                      | Poids                                    | 18,35 m                                  |
| 1986                                     | Championnats d'Europe                    | Stuttgart                                | 5e                                       | Disque                                   | 63,98 m                                  |
| 1987                                     | Championnats du monde                    | Rome                                     | 9e                                       | Poids                                    | 19,37 m                                  |
| 1987                                     | Championnats du monde                    | Rome                                     | 5e                                       | Disque                                   | 66,58 m                                  |
| 1988                                     | Jeux olympiques d'été                    | Séoul                                    | 4e                                       | Disque                                   | 69,14 m                                  |
| 1988                                     | Jeux olympiques d'été                    | Séoul                                    | 10e                                      | Poids                                    | 19,09 m                                  |
| 1991                                     | Championnats du monde                    | Tokyo                                    | 10e                                      | Poids                                    | 18,34 m                                  |
| 1992                                     | Championnats d'Europe en salle           | Gênes                                    | 2e                                       | Poids                                    | 20,06 m                                  |
| 1992                                     | Jeux olympiques d'été                    | Barcelone                                | 6e                                       | Poids                                    | 19,23 m                                  |
| 1993                                     | Championnats du monde                    | Stuttgart                                | 10e                                      | Poids                                    | 18,91 m                                  |
| 1994                                     | Championnats d'Europe en salle           | Paris                                    | 3e                                       | Poids                                    | 19,09 m                                  |
| 1994                                     | Championnats d'Europe                    | Helsinki                                 | 3e                                       | Poids                                    | 19,45 m                                  |
| 1995                                     | Championnats du monde                    | Göteborg                                 | 3e                                       | Poids                                    | m                                        |
| 1997                                     | Championnats du monde                    | Athènes                                  | 9e                                       | Poids                                    | 17,75 m                                  |
| En tant que représentante de la Turquie  |                                          |                                          |                                          |                                          |                                          |
| 1999                                     | Championnats du monde                    | Séville                                  | 24e                                      | Poids                                    | 16,40 m                                  |

### Records
| Épreuve          | Performance | Lieu  | Date         |
| ---------------- | ----------- | ----- | ------------ |
| Lancer du poids  | 20,91 m     | Sofia | 24 mai 1987  |
| Lancer du disque | 69,72 m     | Sofia | 15 août 1987 |